# Alex Raymond (homme politique)
Pour les articles homonymes, voir Raymond et Alex Raymond.
Alex Raymond, né le 12 octobre 1916 à Chambéry (Savoie) et mort le 5 août 2008 à Toulouse (Haute-Garonne), est un homme politique français.

## Biographie
Né à Chambéry, où son père était conseiller municipal SFIO, il s'installe pendant la Seconde Guerre mondiale à Colomiers où, employé à la préfecture de Toulouse, il fait acte de résistance.
Ensuite il s'investit dans la vie politique de Colomiers comme assistant puis conseiller municipal (1953) et premier adjoint d'Eugène Montel. Il organise le chantier du plan d'expansion de la commune, avant de succéder en 1966 à Eugène Montel comme maire.
Il est conseiller général du Canton de Toulouse Ouest de 1966 à 1973 puis de Toulouse 3 de 1973 jusqu'en 1985 et député de Haute-Garonne de 1973 jusqu'en 1986. Proche de François Mitterrand, Alex Raymond a tenu un rôle éminent à l’Assemblée nationale en tant que rapporteur dans le cadre des lois de décentralisation. Il est réélu dans le cadre du scrutin proportionnel du 16 mars 1986 pour le département de la Haute-Garonne, mais son élection est invalidée par le Conseil constitutionnel le 8 juillet 1986. C'est Lionel Jospin, pourtant déjà député de Paris, qui se porte candidat lors d'une élection partielle le 28 septembre et est élu.
Il est président du conseil régional de Midi-Pyrénées de 1981 à 1986 (où il succède à Alain Savary).
Son mandat municipal se termine en 2001, Bernard Sicard lui succède. Il meurt le 5 août 2008 à l'âge de 91 ans.